# فرانك بيشوب
فرانك بيشوب (بالإنجليزية: Frank Bishop)‏ هو لاعب كرة قاعدة أمريكي، ولد في 21 سبتمبر 1860 في بيلفيدير في الولايات المتحدة، وتوفي في 18 يونيو 1929 في شيكاغو في الولايات المتحدة.

## وصلات خارجية
- فرانك بيشوب على موقعبيزبول رفرنس.كوم (الدوري الرئيسي) (الإنجليزية)
- فرانك بيشوب على موقعبيزبول رفرنس.كوم (الدوري الثانوي) (الإنجليزية)